# Osmoxylon geelvinkianum
Osmoxylon geelvinkianum là một loài thực vật có hoa trong Họ Cuồng cuồng. Loài này được Becc. mô tả khoa học đầu tiên năm 1878.